# خطر بيولوجي

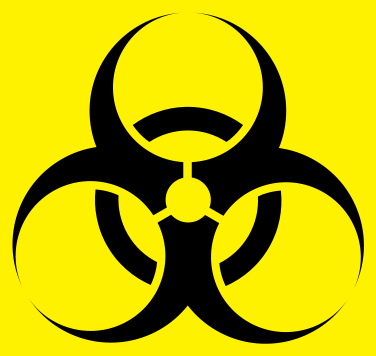
رمز البيولوجية الدولية

المخاطر البيولوجية، والمعروفة أيضا باسم بيوهازاردز، تشير إلى المواد البيولوجية التي تشكل خطرا على صحة الكائنات الحية، وبصفة أساسية من البشر. وهذا يمكن أن يشمل النفايات الطبية أو عينات من الكائنات الحية الدقيقة، والفيروسات أو السموم (من مصدر بيولوجي) التي يمكن أن تؤثر على صحة الإنسان. ويمكن أن تشمل أيضا المواد الضارة بالحيوانات الأخرى.
وعادة ما يستخدم المصطلح والرمز المرتبط به كتحذير، حتى يعرف أولئك الذين يحتمل تعرضهم للمواد أن يتخذوا احتياطات. تم تطوير الرمز الحيوي في عام 1966 من قبل تشارلز بالدوين، وهو مهندس صحة بيئية يعمل لدى شركة داو كيميكال على منتجات الاحتواء.
يتم استخدامه في وضع العلامات على المواد البيولوجية التي تحمل مخاطر صحية كبيرة، بما في ذلك عينات الفيروسية واستخدام إبر تحت الجلد.
في ونيكود، رمز بيوهازارد هو U+2623 (☣).

## التصنيف
يتم تصنيف العوامل البيولوجية الغازية للنقل حسب رقم الأمم المتحدة:
- الفئة أ، الأمم المتحدة 2814 - المادة المعدية، التي تؤثر على البشر: مادة معدية في شكل قادر على التسبب في إعاقة دائمة أو مرض مهدئ للحياة أو مميتة في البشر أو الحيوانات السليمة خلاف ذلك عند التعرض له.
- الفئة أ، الأمم المتحدة 2900 - المادة المعدية التي تؤثر على الحيوانات فقط: مادة معدية ليست في شكل عام قادرة على التسبب في عجز دائم أو مرض يهدد الحياة أو مميتة في البشر والحيوانات بصحة جيدة عندما يحدث التعرض لنفسها.
- الفئة باء، الأمم المتحدة 3373 - المواد البيولوجية المنقولة لأغراض التشخيص أو التحقيق.
- النفايات الطبية الخاضعة للتنظيم، أون 3291 - النفايات أو المواد القابلة لإعادة الاستخدام والمستمدة من العلاج الطبي للحيوان أو الإنسان، أو من البحوث الطبية الحيوية، والتي تشمل الإنتاج والاختبار.

## مستويات من المخاطر البيولوجية

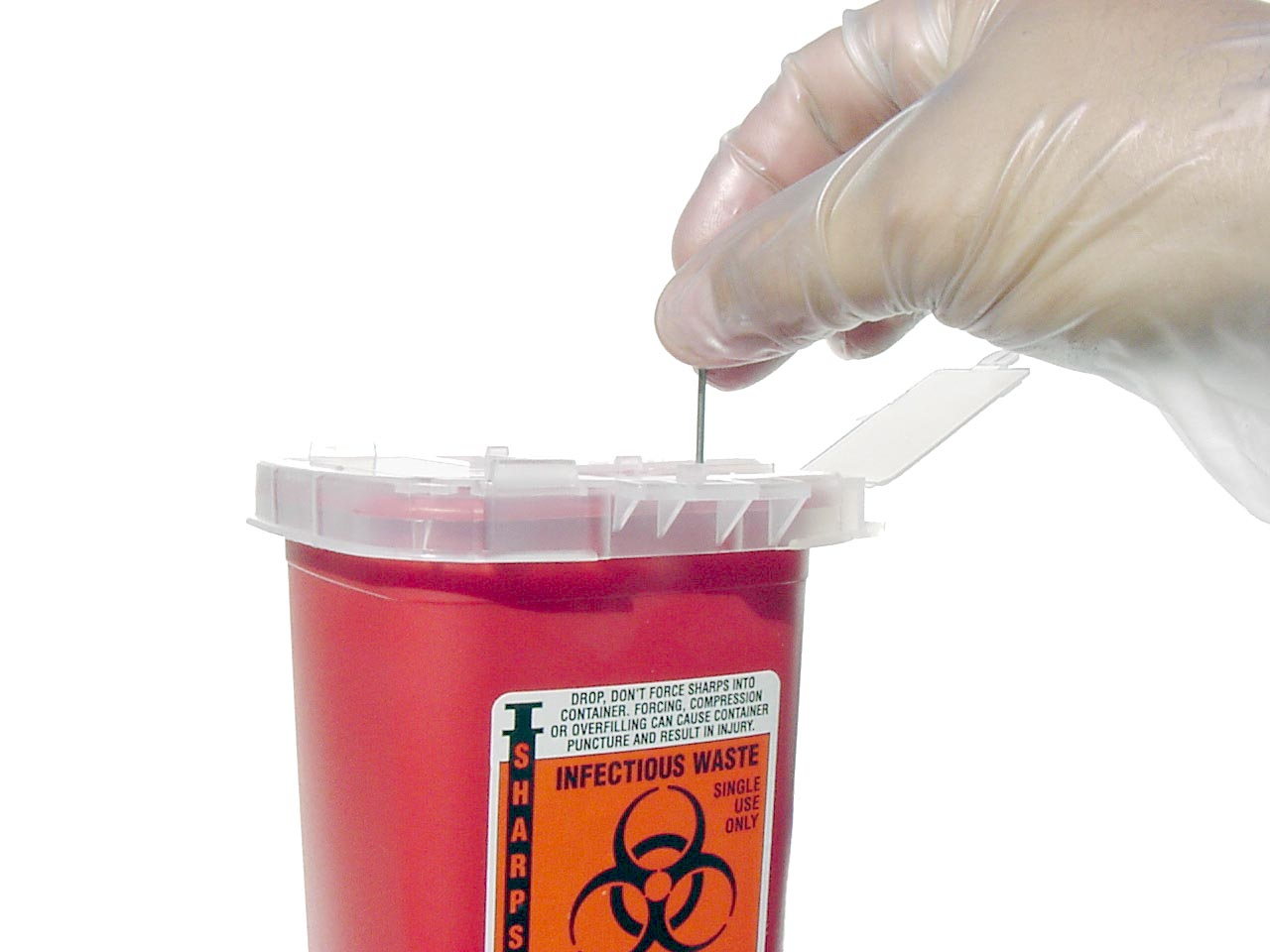
التخلص الفوري من الإبر المستخدمة في حاوية الأدوات الحادة هو الإجراء القياسي.

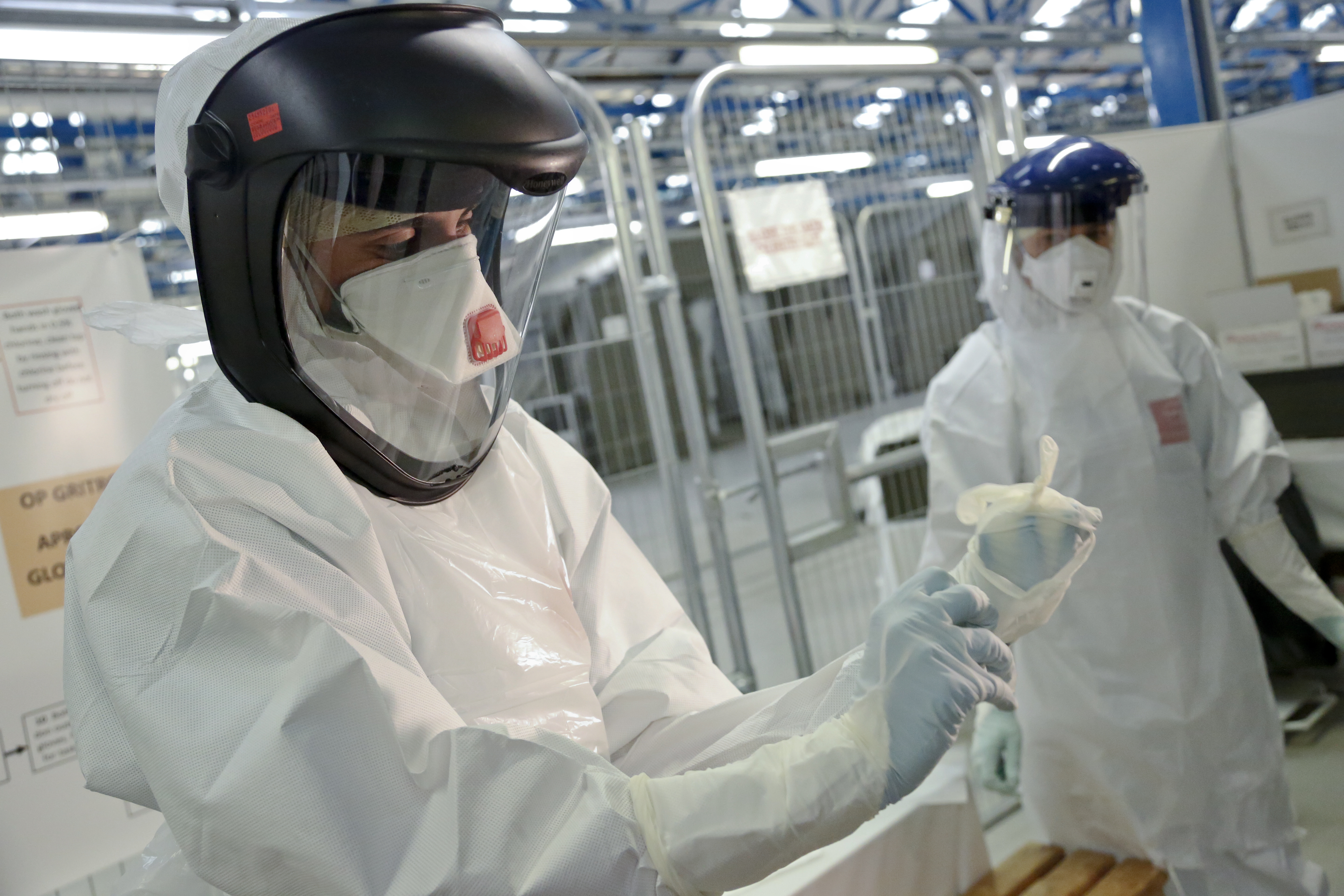
الممارسة الطبية نهس باستخدام معدات الوقاية المستخدمة لعلاج مرضى الإيبولا.

وتصنف مراكز مكافحة الأمراض والوقاية منها في الولايات المتحدة الأمريكية الأمراض المختلفة في مستويات الأخطار البيولوجية، حيث أن المستوى الأول هو الحد الأدنى من المخاطر، كما أن المستوى 4 يمثل مخاطر شديدة. وتصنف المختبرات والمرافق الأخرى على أنها بسل (مستوى السلامة الأحيائية) 1 وأو- 4 باء من واو 1 إلى باء 4 لفترة قصيرة (مستوى الممرض أو مستوى الحماية).
- المستوى البيولوجي 1: البكتيريا والفيروسات بما في ذلك العصوية الرقيقة، التهاب الكبد الكلبي، الإشريكية القولونية، الحماق (جدري الماء)، فضلا عن بعض الثقافات الخلية والبكتيريا غير المعدية. في هذا المستوى الاحتياطات ضد المواد الخطيرة بيولوجيا في السؤال هي الحد الأدنى، على الأرجح تنطوي على قفازات وبعض نوع من حماية الوجه.
- المستوى البيولوجي 2: البكتيريا والفيروسات التي تسبب مرضا معتدلا فقط للإنسان، أو يصعب التعاقد معها عن طريق الهواء الجوي في مختبر، مثل التهاب الكبد أ، ب، س، بعض سلالات الأنفلونزا أي، مرض لايم، السالمونيلا، النكاف، الحصبة، سكرابي، حمى الضنك، فيروس نقص المناعة البشرية. "يمكن إجراء العمل التشخيصي الروتيني مع العينات السريرية بأمان في المستوى 2 للسلامة الأحيائية باستخدام ممارسات وإجراءات السلامة الأحيائية من المستوى 2. ويمكن إجراء أعمال البحث (بما في ذلك الدراسات المتعلقة بالزراعة أو النسخ المتماثل للفيروسات أو التلاعب بالفيروسات المركزة) في سلسل-2 (ب 2)، وذلك باستخدام ممارسات وإجراءات بسل-3.
- المستوى البيولوجي 3: البكتيريا والفيروسات التي يمكن أن تسبب مرضا قاتلا مميتا في البشر، ولكن اللقاحات أو غيرها من العلاجات موجودة مثل الجمرة الخبيثة وفيروس غرب النيل والتهاب الدماغ الخيولي الفنزويلي وفيروس السارس وفيروس كورونا المسبب لمتلازمة الشرق الأوسط التنفسية والفيروسات الهنتاڤية والسل والتيفوس، وحمى الوادي المتصدع، وحمى الجبال الصخرية، والحمى الصفراء، والملاريا.
- المستوى البيولوجي 4: الفيروسات التي تسبب مرضا قاتلا مميتا في البشر، والتي لا تتوفر فيها اللقاحات أو العلاجات الأخرى، مثل الحمى النزفية البوليفية والأرجنتينية، فيروس ماربورغ، فيروس إيبولا، فيروس لاسا، حمى القرم - الكونغو النزفية، والأمراض النزفية الأخرى وريشيبولا. فيروس الجدري (الجدري) هو وكيل يعمل مع بسل-4 على الرغم من وجود لقاح، كما تم القضاء عليه. وعند التعامل مع الأخطار البيولوجية في هذا المستوى، يكون استخدام بدائل الموظفين الإيجابيين للضغط، مع توفير إمدادات هواء منفصلة، إلزاميا. يحتوي مدخل وخروج بيولاب من المستوى الرابع على عدة حمامات، وغرفة فراغ، وغرفة إضاءة فوق البنفسجية، ونظام كشف مستقل، وغيرها من احتياطات السلامة المصممة لتدمير جميع آثار الغاز الحيوي. يتم استخدام أجهزة إيرلوك متعددة ويتم تأمينها إلكترونيا لمنع فتح الأبواب في نفس الوقت. وستخضع جميع خدمات الهواء والماء التي تأتي من مختبر السلامة الأحيائية من المستوى 4 (ب 4) والقادمة منه إلى إجراءات مماثلة لإزالة التلوث من أجل القضاء على إمكانية الإطلاق العارض. حاليا لا توجد البكتيريا المصنفة على هذا المستوى.

## الرمز
وقد قامت شركة داو كيميكال بتطوير رمز السلامة البيولوجية في عام 1966 للحصول على منتجات احتواءها، وفقا لتشارلز بالدوين، مهندس الصحة البيئية الذي ساهم في تطويره: «أردنا شيئا كان لا تنسى ولكن لا معنى له، حتى نتمكن من تثقيف الناس على ما يعنيه». في مقال كتبه للعلم في عام 1967, تم تقديم الرمز كمعيار جديد لجميع المخاطر البيولوجية («بيوهازاردز»). وأوضح المقال أن أكثر من 40 حرفا رسمها فنانو داو، وكان على جميع الرموز التي تم التحقيق فيها أن تستوفي عددا من المعايير:
1. ضرب في شكل من أجل لفت الانتباه الفوري؛
2. فريدة من نوعها لا لبس فيها، من أجل عدم الخلط بينه وبين الرموز المستخدمة لأغراض أخرى؛
3. التعرف بسرعة وسهولة تذكر.
4. متناظرة، من أجل أن تظهر متطابقة من جميع زوايا النهج.
5. مقبولة لمجموعات من خلفيات عرقية مختلفة.

وسجل الرمز الذي تم اختياره أفضل ما في الاختبار على الصعيد الوطني من أجل الحفظ.

تم تحديد التصميم لأول مرة في 39 FR 23680 ولكن تم إسقاطه في التعديل التالي. ومع ذلك، اعتمدت العديد من الولايات الأمريكية مواصفات لرمز الدولة.
هناك أربع دوائر داخل الرمز، مما يدل على سلسلة من العدوى.
1. عامل: نوع من الكائنات الحية الدقيقة، التي تسبب العدوى أو حالة خطرة.
2. المضيف: الكائن الحي الذي الكائنات الحية الدقيقة العدوى. يجب أن يكون المضيف الجديد عرضة للإصابة.
3. المصدر: المضيف الذي الكائنات الحية الدقيقة تنشأ. قد لا يظهر المضيف الناقل الأعراض.
4. النقل: وسائل النقل، معظمها مباشرة أو غير مباشرة. وتشمل بعض طرق انتقال الهواء، والحشرات، والاتصال المباشر والأسطح الملوثة.

### الفهرس
- Baldwin CL, Runkle RS (أكتوبر 1967). "Biohazards symbol: development of a biological hazards warning signal". Science. ج. 158 ع. 3798: 264–5. Bibcode:1967Sci...158..264B. DOI:10.1126/science.158.3798.264. PMID:6053882. مؤرشف من الأصل في 2019-12-18.
- Preston, Richard (1994). The Hot Zone. New York: Anchor Books. ISBN:3-426-77257-4.
- Preston, Richard (2002). The Demon in the Freezer: A True Story. ISBN:0-375-50856-2. مؤرشف من الأصل في 2022-08-07.

## وصلات خارجية
- "Biosafety in Microbiological and Biomedical Laboratories", official مراكز مكافحة الأمراض واتقائها guide.
- "Prevention of Biological Hazards", الوكالة الأوروبية للسلامة والصحة في العمل
- "Symbol Making", an account of the development of the symbol in 1966.
- "BioSeal Systems", Biosafety level 4 containment.
- Biohazard Remediation Compliance Overview
- "Example of Reclassified Biohazard to Level 4", article from The Lancet concerning the reclassification of Ebola after observation.